# Поцепана завеса
Поцепана завеса (енгл. Torn Curtain) је амерички шпијунски политички трилер из 1966. године, режисера и продуцента Алфреда Хичкока, у коме главне улоге тумаче Пол Њуман и Џули Ендруз. Сценарио је написао Брајан Мур, а радња је смештена у доба Хладног рата и прати америчког научника који наизглед одлучује да пребегне у Источну Немачку. Иако је дугогодишњи Хичкоков сарадник, Бернард Херман, компоновао музику за филм, она је на крају одбијена, што је означило крај њихове сарадње која је трајала осам филмова. Коначну музику за филм компоновао је Џон Адисон.
Филм је биоскопски објављен 14. јула 1966. године. По изласку, филм није наишао на позитивне рецензије критичара, који су критиковали заплет и темпо. Ипак, остварио је финансијски успех, зарадивши 13 милиона долара широм света у односу на буџет од 3 милиона долара.

## Радња
Године 1965. Мајкл Армстронг, амерички физичар и ракетни инжењер, путује на конференцију у Копенхаген са својом асистенткињом и вереницом Саром Шерман. Армстронг добија радиограм да преузме књигу у једној књижари; у њој налази поруку која гласи: „Контактирај π у случају нужде”. Он говори Сари да одлази у Стокхолм, али она открива да заправо лети за Источни Берлин и прати га. По слетању, представници источнонемачке владе га срдачно дочекују. Сара схвата да је Армстронг пребегао и запрепашћена је, јер у околностима Хладног рата, ако остане с њим, вероватно више никада неће видети свој дом и породицу.
Армстронг одлази до свог контакта, „фармера”, где се открива да је његов пребег заправо обмана с циљем да стекне поверење научне заједнице Источне Немачке и сазна колико њихов водећи научник Густав Линт, а тиме и Совјетски Савез, зна о антиракетним системима.
Армстронг је већ припремио план за повратак на Запад преко мреже за бекство познате као π. Међутим, његов пратилац, Херман Громек, службеник источнонемачке безбедности, прати га до фарме. Громек открива шта је π и да је Армстронг двоструки агент. Док зове полицију, долази до борбе у којој Громека убијају Армстронг и фармерова жена. Његово тело и моторцикл сахрањују на имању. Ипак, таксиста који је довезао Армстронга до фарме препознаје Громекову слику у новинама и пријављује га полицији.
Следећег дана, током посете Физичком факултету Универзитета Карл Маркс у Лајпцигу, Армстронгов разговор са научницима прекидају припадници безбедносних служби који га испитују о Громековом нестанку. Истовремено, факултет покушава да испита Сару о њеном знању о америчком антиракетном програму „Гама Пет”, али она одбија сарадњу и бежи из просторије, иако је претходно пристала да пребегне у Источну Немачку. Армстронг је сустиже и тајно јој открива своје стварне намере, тражећи од ње да настави с обманом.
На крају, Армстронг успева да испровоцира професора Линта да у налету беса открије своје антиракетне једначине, верујући да је Армстронг направио математичке грешке. Када Линт чује преко разгласа да су Армстронг и Сара тражени ради испитивања, схвата да је открио своје тајне, а да није сазнао ништа заузврат. Армстронг и Сара уз помоћ универзитетске лекарке, др Коске, беже из зграде.
Њих двоје одлазе у Источни Берлин, али их прогања Штази. Они улазе у аутобус који је организовала мрежа π на челу са господином Јакобијем. Међутим, због контролних пунктова, пљачке на путу коју су извршили дезертери совјетске армије и преклапања са „правим” аутобусом, полиција схвата превару и сви путници су приморани да побегну. Док траже пошту у улици Фридрихштрасе, наилазе на изгнану пољску грофицу Кучинску, која их води до поште у нади да ће јој помоћи да добије америчку визу. Када их полиција примети, Кучинска саплиће стражара који их јури и омогућава им да побегну.
Убрзо им прилазе двојица мушкараца, од којих је један „фармер”. Он им даје карте за балет као део плана да их те вечери прокријумчаре у Шведску, сакривене међу пртљагом балетске трупе. Док гледају балет и чекају да буду прокријумчарени, примећује их примабалерина, која је била у истом авиону као и Армстронг када је летео у Источни Берлин, и пријављује их полицији.
Армстронг и Сара изазивају хаос вичући „пожар!” и беже кроз гомилу. Сакривају се у две корпе с костимима, које се превозе преко Балтичког мора до Шведске на источнонемачком теретном броду. Примабалерина, очајнички желећи да ода њихово скровиште, показује на корпе, које стражар пробија митраљеском паљбом док висе изнад дока. Међутим, Армстронг и Сара су већ искочили из корпи у воду и препливали до шведске луке.

## Улоге
| Глумац            | Улога                    |
| ----------------- | ------------------------ |
| Пол Њуман         | професор Мајкл Армстронг |
| Џули Ендруз       | Сара Шерман              |
| Лила Кедрова      | грофица Кучинска         |
| Хансјерг Фелми    | Хајнрих Герхард          |
| Тамара Туманова   | примабалерина            |
| Волфганг Килинг   | Херман Громек            |
| Лудвиг Донат      | професор Густав Линт     |
| Гинтер Страк      | професор Карл Манфред    |
| Дејвид Опатошу    | господин Јакоби          |
| Гизела Фишер      | др Коска                 |
| Морт Милс         | „Фармер”                 |
| Керолин Конвел    | фармерова жена           |
| Артур Гулд-Портер | Фреди                    |